# Mashhad Sarā
Mashhad Sarā (persiska: مشهد سرا) är en ort i Iran.   Den ligger i provinsen Mazandaran, i den norra delen av landet, 130 km nordost om huvudstaden Teheran. Mashhad Sarā ligger 63 meter över havet och antalet invånare är 407.
Terrängen runt Mashhad Sarā är platt norrut, men söderut är den kuperad. Terrängen runt Mashhad Sarā sluttar norrut. Runt Mashhad Sarā är det tätbefolkat, med 286 invånare per kvadratkilometer. Närmaste större samhälle är Babol, 17,7 km norr om Mashhad Sarā. Trakten runt Mashhad Sarā består till största delen av jordbruksmark.